# فويلتا بورجوس للسيدات 2021
فويلتا بورجوس للسيدات 2021 (بالإسبانية: Vuelta a Burgos Féminas 2021)‏ هو سباق دراجات هوائية، وهو الموسم رقم 6 من فويلتا بورجوس للسيدات، وأقيم خلال الفترة 20 مايو 2021، وحتى 23 مايو 2021، وهو أحد سباقات طواف العالم للدراجات للسيدات 2021، وشارك فيه 108 متسابقاً ووصل إلى نهايته 92 متسابقاً.
فاز بالمركز الأول أنا فان دير بريغين، وبالمركز الثاني أنيميك فان فليوتن، وبالمركز الثالث ديمي فوليرينغ، وفاز أنا فان دير بريغين في ترتيب النقاط، وكان الفائز حسب النقاط للشباب Niamh Fisher-Black ‏، وكان الفائز في تصنيف الجبال أنا فان دير بريغين.

## الفرق
| فرق سيدات عالمية (8)- ألي بي تي سي ليوبليانا 2021 ‏ - Liv AlUla Jayco ‏ - كانيون إس آر إيه إم راسينغ 2021 ‏ - FDJ–Suez ‏ - ليف ريسينغ 2021 ‏ - موفيستار للسيدات 2021 ‏ - إس دي وركس 2021 ‏ - Lidl–Trek (women's team) ‏ فرق دراجات قارية سيدات (11)- أيه آر مونكس برو سيكلينج للسيدات 2021 ‏ - بيزكايا دورانجو 2021 ‏ - Ceratizit Pro Cycling ‏ - فريق كوجياس ميتلر لوك برو للدراجات 2021 ‏ - انيكات-آر بي إتش جلوبال-مارتين فيلا 2021 ‏ - إينستافوند رايسنغ 2021 ‏ - ماسي تكتيك 2021 ‏ - رالي 2021 ‏ - ريو مييرا - كانتابريا ديبورتي 2021 ‏ - سوبيلا 2021 ‏ - فالكار سيلانس 2021 ‏ فريق دراجات قاري سيدات- Burgos Alimenta Women Cycling Sport ‏ |  |
| |  |

## المراحل
| قائمة المراحل | قائمة المراحل | قائمة المراحل                                                       | قائمة المراحل | قائمة المراحل | قائمة المراحل       | قائمة المراحل       |
| المرحلة       | التاريخ       | الدورة                                                              |               | المسافة (كم)  | الفائز بالمرحلة     | القائد العام        |
| ------------- | ------------- | ------------------------------------------------------------------- | ------------- | ------------- | ------------------- | ------------------- |
| مرحلة 1       | 20 مايو       | فيلادييغو – سارجينتيس دي لا لورا                                    | مرحلة جبلية   | 99٫85         | غريس براون          | غريس براون          |
| مرحلة 2       | 21 مايو       | Pedrosa de Valdeporres ‏ – فيلاركايو دي ميراينداد دي كاستيلا لافايجا | مرحلة جبلية   | 97٫1          | Anastasia Chursina  | Elise Chabbey ‏      |
| مرحلة 3       | 22 مايو       | ميداينا دي بومار – عين جوارينيا                                     | مرحلة جبلية   | 117٫25        | سيسيلي أوتوب لودفيغ | Niamh Fisher-Black ‏ |
| مرحلة 4       | 23 مايو       | كوينتانار دي لا سايرا – lakes of Neila ‏                             | مرحلة جبلية   | 124٫3         | أنا فان دير بريغين  | أنا فان دير بريغين  |

## النتيجة

### مرحلة 1
هي مرحلة جبلية، أقيمت في 20 مايو 2021، وامتدّت لمسافة 99.85 كيلومتر. فاز بالمرحلة غريس براون، وكان متصدر الترتيب العام في نهاية المرحلة غريس براون، وكان المتصدر حسب ترتيب النقاط غريس براون، وكان المتصدر في ترتيب التسلق غريس براون، وتصدر ترتيب النقاط للشباب Niamh Fisher-Black ‏، وكان متصدر ترتيب الفرق إس دي وركس 2021 ‏.
| التصنيف العام         | التصنيف العام       | التصنيف العام | التصنيف العام        | التصنيف العام |
| العداء                | العداء              | البلد         | الفريق               | الوقت         |
| --------------------- | ------------------- | ------------- | -------------------- | ------------- |
| 1                     | غريس براون          | أستراليا      | Team BikeExchange    | 2 س 28 د 28 ث |
| 2                     | Elise Chabbey ‏      | سويسرا        | Canyon-SRAM Racing   | + 0 ث         |
| 3                     | Niamh Fisher-Black ‏ | نيوزيلندا     | SD Worx              | + 0 ث         |
| 4                     | أرلينيس سيرا        | كوبا          | A.R. Monex Women's   | + 5 ث         |
| 5                     | ثريا بالادين        | إيطاليا       | Liv Racing           | + 5 ث         |
| 6                     | صوفيا بيرتيزولو     | إيطاليا       | Liv Racing           | + 5 ث         |
| 7                     | إليسا ونغو بورغيني  | إيطاليا       | Trek-Segafredo       | + 5 ث         |
| 8                     | ديمي فوليرينغ       | هولندا        | SD Worx              | + 5 ث         |
| 9                     | Tereza Neumanová ‏   | التشيك        | World Cycling Centre | + 5 ث         |
| 10                    | أنيميك فان فليوتن   | هولندا        | Movistar Women       | + 5 ث         |
| مصدر: ProCyclingStats |                     |               |                      |               |

### مرحلة 2
هي مرحلة جبلية، أقيمت في 21 مايو 2021، وامتدّت لمسافة 97.10 كيلومتر. فاز بالمرحلة Anastasia Chursina ‏، وكان متصدر الترتيب العام في نهاية المرحلة Elise Chabbey ‏، وكان المتصدر حسب ترتيب النقاط أرلينيس سيرا، وكان المتصدر في ترتيب التسلق هايدي فرانز، وتصدر ترتيب النقاط للشباب Niamh Fisher-Black ‏، وكان متصدر ترتيب الفرق يو أي أيه تيم ‏.
| التصنيف العام         | التصنيف العام        | التصنيف العام | التصنيف العام                        | التصنيف العام |
| العداء                | العداء               | البلد         | الفريق                               | الوقت         |
| --------------------- | -------------------- | ------------- | ------------------------------------ | ------------- |
| 1                     | Elise Chabbey ‏       | سويسرا        | Canyon-SRAM Racing                   | 4 س 59 د 07 ث |
| 2                     | Niamh Fisher-Black ‏  | نيوزيلندا     | SD Worx                              | + 0 ث         |
| 3                     | غريس براون           | أستراليا      | Team BikeExchange                    | + 0 ث         |
| 4                     | أرلينيس سيرا         | كوبا          | A.R. Monex Women's                   | + 5 ث         |
| 5                     | ديمي فوليرينغ        | هولندا        | SD Worx                              | + 5 ث         |
| 6                     | Tereza Neumanová ‏    | التشيك        | World Cycling Centre                 | + 5 ث         |
| 7                     | Katarzyna Niewiadoma | بولندا        | Canyon-SRAM Racing                   | + 5 ث         |
| 8                     | تمارا بالابولينا ‏    | روسيا         | Cogeas-Mettler-Look Pro Cycling Team | + 5 ث         |
| 9                     | صوفيا بيرتيزولو      | إيطاليا       | Liv Racing                           | + 5 ث         |
| 10                    | آشلي مولمان          | جنوب أفريقيا  | SD Worx                              | + 5 ث         |
| مصدر: ProCyclingStats |                      |               |                                      |               |

### مرحلة 3
هي مرحلة جبلية، أقيمت في 22 مايو 2021، وامتدّت لمسافة 117.25 كيلومتر. فاز بالمرحلة سيسيلي أوتوب لودفيغ، وكان متصدر الترتيب العام في نهاية المرحلة Niamh Fisher-Black ‏، وكان المتصدر حسب ترتيب النقاط غريس براون، وكان المتصدر في ترتيب التسلق Niamh Fisher-Black ‏، وتصدر ترتيب النقاط للشباب Niamh Fisher-Black ‏، وكان متصدر ترتيب الفرق ألي بي تي سي ليوبليانا 2021 ‏.
| التصنيف العام         | التصنيف العام        | التصنيف العام | التصنيف العام                      | التصنيف العام |
| العداء                | العداء               | البلد         | الفريق                             | الوقت         |
| --------------------- | -------------------- | ------------- | ---------------------------------- | ------------- |
| 1                     | Niamh Fisher-Black ‏  | نيوزيلندا     | SD Worx                            | 7 س 59 د 38 ث |
| 2                     | غريس براون           | أستراليا      | Team BikeExchange                  | + 0 ث         |
| 3                     | Katarzyna Niewiadoma | بولندا        | Canyon-SRAM Racing                 | + 2 ث         |
| 4                     | إليسا ونغو بورغيني   | إيطاليا       | Trek-Segafredo                     | + 2 ث         |
| 5                     | سيسيلي أوتوب لودفيغ  | الدنمارك      | FDJ-Nouvelle Aquitaine-Futuroscope | + 2 ث         |
| 6                     | أنا فان دير بريغين   | هولندا        | SD Worx                            | + 2 ث         |
| 7                     | ديمي فوليرينغ        | هولندا        | SD Worx                            | + 5 ث         |
| 8                     | آشلي مولمان          | جنوب أفريقيا  | SD Worx                            | + 5 ث         |
| 9                     | ثريا بالادين         | إيطاليا       | Liv Racing                         | + 5 ث         |
| 10                    | أني سانستيبان        | إسبانيا       | Team BikeExchange                  | + 5 ث         |
| مصدر: ProCyclingStats |                      |               |                                    |               |

### مرحلة 4
هي مرحلة جبلية، أقيمت في 23 مايو 2021، وامتدّت لمسافة 124.30 كيلومتر. فاز بالمرحلة أنا فان دير بريغين، وكان متصدر الترتيب العام في نهاية المرحلة أنا فان دير بريغين.
| التصنيف العام         | التصنيف العام         | التصنيف العام | التصنيف العام                      | التصنيف العام  |
| العداء                | العداء                | البلد         | الفريق                             | الوقت          |
| --------------------- | --------------------- | ------------- | ---------------------------------- | -------------- |
| 1                     | أنا فان دير بريغين    | هولندا        | SD Worx                            | 11 س 23 د 55 ث |
| 2                     | أنيميك فان فليوتن     | هولندا        | Movistar Women                     | + 3 ث          |
| 3                     | ديمي فوليرينغ         | هولندا        | SD Worx                            | + 23 ث         |
| 4                     | كلارا كوبينبرج        | ألمانيا       | Rally Cycling                      | + 59 ث         |
| 5                     | Katrine Aalerud ‏      | النرويج       | Movistar Women                     | + 1 د 02 ث     |
| 6                     | سيسيلي أوتوب لودفيغ   | الدنمارك      | FDJ-Nouvelle Aquitaine-Futuroscope | + 1 د 04 ث     |
| 7                     | غريس براون            | أستراليا      | Team BikeExchange                  | + 1 د 07 ث     |
| 8                     | آشلي مولمان           | جنوب أفريقيا  | SD Worx                            | + 1 د 09 ث     |
| 9                     | Pauliena Rooijakkers ‏ | هولندا        | Liv Racing                         | + 1 د 09 ث     |
| 10                    | Katarzyna Niewiadoma  | بولندا        | Canyon-SRAM Racing                 | + 1 د 25 ث     |
| مصدر: ProCyclingStats |                       |               |                                    |                |

## المشاركون
| إس دي وركس ‏ SDW | إس دي وركس ‏ SDW           | إس دي وركس ‏ SDW |
| --------------- | ------------------------- | --------------- |
| م               | عداء                      | مرتبة           |
| 1               | أنا فان دير بريغين (طريق) | 1               |
| 2               | Anna Shackley ‏            | 25              |
| 3               | ديمي فوليرينغ             | 3               |
| 4               | Niamh Fisher-Black ‏       | 12              |
| 5               | آشلي مولمان               | 8               |
| 6               | كارول آن كانويل           | 46              |

| موفيستار للسيدات ‏ MOV | موفيستار للسيدات ‏ MOV    | موفيستار للسيدات ‏ MOV |
| --------------------- | ------------------------ | --------------------- |
| م                     | عداء                     | مرتبة                 |
| 11                    | أنيميك فان فليوتن (طريق) | 2                     |
| 12                    | أليسيا غونزاليس بلانكو   | 78                    |
| 13                    | سارا مارتين              | لم يكمل السباق-1      |
| 14                    | Jelena Erić (cyclist) ‏   | 82                    |
| 15                    | Paula Patiño ‏            | 37                    |
| 16                    | Katrine Aalerud ‏         | 5                     |

| Lidl–Trek (women's team) ‏ TFS | Lidl–Trek (women's team) ‏ TFS | Lidl–Trek (women's team) ‏ TFS |
| ----------------------------- | ----------------------------- | ----------------------------- |
| م                             | عداء                          | مرتبة                         |
| 21                            | Elynor Bäckstedt ‏             | لم يكمل السباق-4              |
| 22                            | Lauretta Hanson ‏              | لم يكمل السباق-4              |
| 23                            | أمالي ديديريكسن               | 84                            |
| 24                            | إليسا ونغو بورغيني (طريق)     | 11                            |
| 25                            | شيرين فان أنروي               | 55                            |
| 26                            | تايلر وايلز                   | 47                            |

| Liv AlUla Jayco ‏ BEX | Liv AlUla Jayco ‏ BEX | Liv AlUla Jayco ‏ BEX |
| -------------------- | -------------------- | -------------------- |
| م                    | عداء                 | مرتبة                |
| 31                   | أماندا سبرات         | 14                   |
| 32                   | Arianna Fidanza ‏     | 72                   |
| 33                   | أني سانستيبان        | 18                   |
| 34                   | سارة روي (طريق)      | 81                   |
| 35                   | غريس براون           | 7                    |
| 36                   | جورجيا وليامز (طريق) | 73                   |

| يو أي أيه تيم ‏ ALE | يو أي أيه تيم ‏ ALE              | يو أي أيه تيم ‏ ALE |
| ------------------ | ------------------------------- | ------------------ |
| م                  | عداء                            | مرتبة              |
| 41                 | مارغريتا فيكتوريا غارسيا (طريق) | 28                 |
| 42                 | تاتيانا جوديرزو                 | 26                 |
| 43                 | Anastasia Chursina              | 40                 |
| 44                 | Laura Tomasi ‏                   | لم يكمل السباق-4   |
| 45                 | صوفي رايت                       | 51                 |
| 46                 | مارلين رويسر                    | 23                 |

| ليف ريسينغ ‏ LIV | ليف ريسينغ ‏ LIV       | ليف ريسينغ ‏ LIV |
| --------------- | --------------------- | --------------- |
| م               | عداء                  | مرتبة           |
| 51              | صوفيا بيرتيزولو       | 34              |
| 53              | Marta Jaskulska ‏      | 68              |
| 54              | ثريا بالادين          | 20              |
| 55              | Pauliena Rooijakkers ‏ | 9               |
| 56              | Sabrina Stultiens ‏    | 15              |

| كانيون–إس آر إيه إم ‏ CSR | كانيون–إس آر إيه إم ‏ CSR | كانيون–إس آر إيه إم ‏ CSR |
| ------------------------ | ------------------------ | ------------------------ |
| م                        | عداء                     | مرتبة                    |
| 61                       | هانا بارنز               | 77                       |
| 62                       | Alice Barnes             | لم يكمل السباق-4         |
| 63                       | Elise Chabbey ‏ (طريق)    | 21                       |
| 64                       | كاتارزينا نيفيادوما      | 10                       |
| 65                       | Mikayla Harvey ‏          | 19                       |
| 66                       | Omer Shapira ‏ (طريق)     | 29                       |

| FDJ–Suez ‏ FDJ | FDJ–Suez ‏ FDJ       | FDJ–Suez ‏ FDJ |
| ------------- | ------------------- | ------------- |
| م             | عداء                | مرتبة         |
| 71            | أوجيني دوفال        | 53            |
| 72            | برودي شابمان        | لم يبدأ-3     |
| 73            | Victorie Guilman ‏   | 56            |
| 74            | Marie Le Net ‏       | 49            |
| 75            | سيسيلي أوتوب لودفيغ | 6             |
| 76            | Évita Muzic ‏        | 13            |

| Ceratizit Pro Cycling ‏ WNT | Ceratizit Pro Cycling ‏ WNT | Ceratizit Pro Cycling ‏ WNT |
| -------------------------- | -------------------------- | -------------------------- |
| م                          | عداء                       | مرتبة                      |
| 81                         | إيريكا ماجندي              | 27                         |
| 82                         | Laura Asencio ‏             | 70                         |
| 83                         | Kathrin Hammes ‏            | 30                         |
| 84                         | Marta Lach ‏ (طريق)         | 45                         |
| 85                         | Lotta Henttala             | لم يكمل السباق-4           |
| 86                         | Lara Vieceli ‏              | 75                         |

| فالكار سيلانس ‏ VAL | فالكار سيلانس ‏ VAL     | فالكار سيلانس ‏ VAL |
| ------------------ | ---------------------- | ------------------ |
| م                  | عداء                   | مرتبة              |
| 91                 | Alice Maria Arzuffi ‏   | 58                 |
| 92                 | إيلينا بيروني          | 88                 |
| 93                 | Barbara Malcotti ‏      | 32                 |
| 94                 | Federica Piergiovanni ‏ | 41                 |
| 95                 | Silvia Persico ‏        | 36                 |
| 96                 | Ilaria Sanguineti ‏     | 80                 |

| أيه آر مونكس برو سيكلينج للسيدات ‏ ASA | أيه آر مونكس برو سيكلينج للسيدات ‏ ASA | أيه آر مونكس برو سيكلينج للسيدات ‏ ASA |
| ------------------------------------- | ------------------------------------- | ------------------------------------- |
| م                                     | عداء                                  | مرتبة                                 |
| 101                                   | إيدر ميرينو كورتازار                  | 24                                    |
| 102                                   | Mariia Miliaeva ‏                      | لم يكمل السباق-2                      |
| 103                                   | أرلينيس سيرا                          | 22                                    |
| 104                                   | Katia Ragusa ‏                         | 60                                    |
| 105                                   | أريادنا غوتيريز                       | 43                                    |
| 106                                   | أندريا راميريز                        | 31                                    |

| إنستافوند لا بريما ‏ ILP | إنستافوند لا بريما ‏ ILP | إنستافوند لا بريما ‏ ILP |
| ----------------------- | ----------------------- | ----------------------- |
| م                       | عداء                    | مرتبة                   |
| 111                     | Rotem Gafinovitz ‏       | 52                      |
| 112                     | Vera Looser (طريق)      | 79                      |
| 113                     | كارولين باور            | لم يكمل السباق-3        |
| 114                     | Rachel Langdon‏          | 76                      |
| 115                     | Isabella Bertold ‏       | 59                      |

| رالي سايكلنج ‏ RLW | رالي سايكلنج ‏ RLW    | رالي سايكلنج ‏ RLW |
| ----------------- | -------------------- | ----------------- |
| م                 | عداء                 | مرتبة             |
| 121               | كلارا كوبينبرج       | 4                 |
| 122               | كريستابل دوبيل هيكوك | 16                |
| 123               | Sara Poidevin ‏       | 54                |
| 125               | هايدي فرانز          | 87                |
| 126               | هولي بريك            | لم يكمل السباق-1  |

| دبليو سي سي تيم ‏ WCC | دبليو سي سي تيم ‏ WCC | دبليو سي سي تيم ‏ WCC |
| -------------------- | -------------------- | -------------------- |
| م                    | عداء                 | مرتبة                |
| 131                  | Luciana Roland‏       | 91                   |
| 132                  | Alessia Vigilia ‏     | 85                   |
| 133                  | Antri Christoforou ‏  | 61                   |
| 134                  | Nicole Hanselmann ‏   | 89                   |
| 135                  | Tereza Neumanová ‏    | 33                   |
| 136                  | Nofar Maoz‏           | لم يكمل السباق-2     |

| بيزكايا دورانجو ‏ BDP | بيزكايا دورانجو ‏ BDP  | بيزكايا دورانجو ‏ BDP |
| -------------------- | --------------------- | -------------------- |
| م                    | عداء                  | مرتبة                |
| 141                  | ساندرا ألونسو         | 71                   |
| 142                  | Ariana Gilabert ‏      | 66                   |
| 143                  | لوسيا غونزاليس بلانكو | 62                   |
| 144                  | Lydia Iglesias‏        | 90                   |
| 146                  | إليزابيث هولدن        | 50                   |

| انيكات سايكلنج تيم ‏ EIC | انيكات سايكلنج تيم ‏ EIC | انيكات سايكلنج تيم ‏ EIC |
| ----------------------- | ----------------------- | ----------------------- |
| م                       | عداء                    | مرتبة                   |
| 151                     | Yuliia Biriukova ‏       | 42                      |
| 152                     | Lija Laizāne            | 69                      |
| 153                     | Ziortza Isasi ‏          | لم يبدأ-2               |
| 155                     | Anna Baidak‏             | 38                      |
| 156                     | Alessia Bulleri ‏        | لم يكمل السباق-1        |

| ماسي تكتيك تيم للسيدات ‏ MAT | ماسي تكتيك تيم للسيدات ‏ MAT | ماسي تكتيك تيم للسيدات ‏ MAT |
| --------------------------- | --------------------------- | --------------------------- |
| م                           | عداء                        | مرتبة                       |
| 171                         | Vita Heine ‏                 | 44                          |
| 172                         | Špela Kern ‏                 | 35                          |
| 173                         | Mireia Benito ‏              | لم يبدأ-4                   |
| 174                         | Olivia Baril ‏               | 57                          |
| 175                         | Maaike Coljé ‏               | 48                          |
| 176                         | Martina Moreno Monteys‏      | 63                          |

| ريو مييرا - كانتابريا ديبورتي ‏ RMC | ريو مييرا - كانتابريا ديبورتي ‏ RMC | ريو مييرا - كانتابريا ديبورتي ‏ RMC |
| ---------------------------------- | ---------------------------------- | ---------------------------------- |
| م                                  | عداء                               | مرتبة                              |
| 181                                | Elisabet Escursell Valero ‏         | 92                                 |
| 182                                | Nerea Nuno Iglesias‏                | 86                                 |
| 183                                | Fie Østerby ‏                       | 74                                 |
| 184                                | Isabel Martín ‏                     | 65                                 |
| 185                                | Susana Perez Conejero‏              | 83                                 |
| 186                                | Alba Leonardo‏                      | لم يكمل السباق-4                   |

| فريق كوجياس ميتلر لوك برو للدراجات ‏ CGS | فريق كوجياس ميتلر لوك برو للدراجات ‏ CGS | فريق كوجياس ميتلر لوك برو للدراجات ‏ CGS |
| --------------------------------------- | --------------------------------------- | --------------------------------------- |
| م                                       | عداء                                    | مرتبة                                   |
| 191                                     | Aigul Gareeva ‏                          | 64                                      |
| 192                                     | تمارا بالابولينا ‏                       | 39                                      |
| 194                                     | غولناز خاتونتسيفا                       | 67                                      |
| 195                                     | أولغا زابيلينسكايا                      | 17                                      |
| 196                                     | Petra Stiasny ‏                          | لم يكمل السباق-3                        |

| إس دي وركس ‏ SDW | إس دي وركس ‏ SDW           | إس دي وركس ‏ SDW |
| --------------- | ------------------------- | --------------- |
| م               | عداء                      | مرتبة           |
| 1               | أنا فان دير بريغين (طريق) | 1               |
| 2               | Anna Shackley ‏            | 25              |
| 3               | ديمي فوليرينغ             | 3               |
| 4               | Niamh Fisher-Black ‏       | 12              |
| 5               | آشلي مولمان               | 8               |
| 6               | كارول آن كانويل           | 46              |

| موفيستار للسيدات ‏ MOV | موفيستار للسيدات ‏ MOV    | موفيستار للسيدات ‏ MOV |
| --------------------- | ------------------------ | --------------------- |
| م                     | عداء                     | مرتبة                 |
| 11                    | أنيميك فان فليوتن (طريق) | 2                     |
| 12                    | أليسيا غونزاليس بلانكو   | 78                    |
| 13                    | سارا مارتين              | لم يكمل السباق-1      |
| 14                    | Jelena Erić (cyclist) ‏   | 82                    |
| 15                    | Paula Patiño ‏            | 37                    |
| 16                    | Katrine Aalerud ‏         | 5                     |

| Lidl–Trek (women's team) ‏ TFS | Lidl–Trek (women's team) ‏ TFS | Lidl–Trek (women's team) ‏ TFS |
| ----------------------------- | ----------------------------- | ----------------------------- |
| م                             | عداء                          | مرتبة                         |
| 21                            | Elynor Bäckstedt ‏             | لم يكمل السباق-4              |
| 22                            | Lauretta Hanson ‏              | لم يكمل السباق-4              |
| 23                            | أمالي ديديريكسن               | 84                            |
| 24                            | إليسا ونغو بورغيني (طريق)     | 11                            |
| 25                            | شيرين فان أنروي               | 55                            |
| 26                            | تايلر وايلز                   | 47                            |

| Liv AlUla Jayco ‏ BEX | Liv AlUla Jayco ‏ BEX | Liv AlUla Jayco ‏ BEX |
| -------------------- | -------------------- | -------------------- |
| م                    | عداء                 | مرتبة                |
| 31                   | أماندا سبرات         | 14                   |
| 32                   | Arianna Fidanza ‏     | 72                   |
| 33                   | أني سانستيبان        | 18                   |
| 34                   | سارة روي (طريق)      | 81                   |
| 35                   | غريس براون           | 7                    |
| 36                   | جورجيا وليامز (طريق) | 73                   |

| يو أي أيه تيم ‏ ALE | يو أي أيه تيم ‏ ALE              | يو أي أيه تيم ‏ ALE |
| ------------------ | ------------------------------- | ------------------ |
| م                  | عداء                            | مرتبة              |
| 41                 | مارغريتا فيكتوريا غارسيا (طريق) | 28                 |
| 42                 | تاتيانا جوديرزو                 | 26                 |
| 43                 | Anastasia Chursina              | 40                 |
| 44                 | Laura Tomasi ‏                   | لم يكمل السباق-4   |
| 45                 | صوفي رايت                       | 51                 |
| 46                 | مارلين رويسر                    | 23                 |

| ليف ريسينغ ‏ LIV | ليف ريسينغ ‏ LIV       | ليف ريسينغ ‏ LIV |
| --------------- | --------------------- | --------------- |
| م               | عداء                  | مرتبة           |
| 51              | صوفيا بيرتيزولو       | 34              |
| 53              | Marta Jaskulska ‏      | 68              |
| 54              | ثريا بالادين          | 20              |
| 55              | Pauliena Rooijakkers ‏ | 9               |
| 56              | Sabrina Stultiens ‏    | 15              |

| كانيون–إس آر إيه إم ‏ CSR | كانيون–إس آر إيه إم ‏ CSR | كانيون–إس آر إيه إم ‏ CSR |
| ------------------------ | ------------------------ | ------------------------ |
| م                        | عداء                     | مرتبة                    |
| 61                       | هانا بارنز               | 77                       |
| 62                       | Alice Barnes             | لم يكمل السباق-4         |
| 63                       | Elise Chabbey ‏ (طريق)    | 21                       |
| 64                       | كاتارزينا نيفيادوما      | 10                       |
| 65                       | Mikayla Harvey ‏          | 19                       |
| 66                       | Omer Shapira ‏ (طريق)     | 29                       |

| FDJ–Suez ‏ FDJ | FDJ–Suez ‏ FDJ       | FDJ–Suez ‏ FDJ |
| ------------- | ------------------- | ------------- |
| م             | عداء                | مرتبة         |
| 71            | أوجيني دوفال        | 53            |
| 72            | برودي شابمان        | لم يبدأ-3     |
| 73            | Victorie Guilman ‏   | 56            |
| 74            | Marie Le Net ‏       | 49            |
| 75            | سيسيلي أوتوب لودفيغ | 6             |
| 76            | Évita Muzic ‏        | 13            |

| Ceratizit Pro Cycling ‏ WNT | Ceratizit Pro Cycling ‏ WNT | Ceratizit Pro Cycling ‏ WNT |
| -------------------------- | -------------------------- | -------------------------- |
| م                          | عداء                       | مرتبة                      |
| 81                         | إيريكا ماجندي              | 27                         |
| 82                         | Laura Asencio ‏             | 70                         |
| 83                         | Kathrin Hammes ‏            | 30                         |
| 84                         | Marta Lach ‏ (طريق)         | 45                         |
| 85                         | Lotta Henttala             | لم يكمل السباق-4           |
| 86                         | Lara Vieceli ‏              | 75                         |

| فالكار سيلانس ‏ VAL | فالكار سيلانس ‏ VAL     | فالكار سيلانس ‏ VAL |
| ------------------ | ---------------------- | ------------------ |
| م                  | عداء                   | مرتبة              |
| 91                 | Alice Maria Arzuffi ‏   | 58                 |
| 92                 | إيلينا بيروني          | 88                 |
| 93                 | Barbara Malcotti ‏      | 32                 |
| 94                 | Federica Piergiovanni ‏ | 41                 |
| 95                 | Silvia Persico ‏        | 36                 |
| 96                 | Ilaria Sanguineti ‏     | 80                 |

| أيه آر مونكس برو سيكلينج للسيدات ‏ ASA | أيه آر مونكس برو سيكلينج للسيدات ‏ ASA | أيه آر مونكس برو سيكلينج للسيدات ‏ ASA |
| ------------------------------------- | ------------------------------------- | ------------------------------------- |
| م                                     | عداء                                  | مرتبة                                 |
| 101                                   | إيدر ميرينو كورتازار                  | 24                                    |
| 102                                   | Mariia Miliaeva ‏                      | لم يكمل السباق-2                      |
| 103                                   | أرلينيس سيرا                          | 22                                    |
| 104                                   | Katia Ragusa ‏                         | 60                                    |
| 105                                   | أريادنا غوتيريز                       | 43                                    |
| 106                                   | أندريا راميريز                        | 31                                    |

| إنستافوند لا بريما ‏ ILP | إنستافوند لا بريما ‏ ILP | إنستافوند لا بريما ‏ ILP |
| ----------------------- | ----------------------- | ----------------------- |
| م                       | عداء                    | مرتبة                   |
| 111                     | Rotem Gafinovitz ‏       | 52                      |
| 112                     | Vera Looser (طريق)      | 79                      |
| 113                     | كارولين باور            | لم يكمل السباق-3        |
| 114                     | Rachel Langdon‏          | 76                      |
| 115                     | Isabella Bertold ‏       | 59                      |

| رالي سايكلنج ‏ RLW | رالي سايكلنج ‏ RLW    | رالي سايكلنج ‏ RLW |
| ----------------- | -------------------- | ----------------- |
| م                 | عداء                 | مرتبة             |
| 121               | كلارا كوبينبرج       | 4                 |
| 122               | كريستابل دوبيل هيكوك | 16                |
| 123               | Sara Poidevin ‏       | 54                |
| 125               | هايدي فرانز          | 87                |
| 126               | هولي بريك            | لم يكمل السباق-1  |

| دبليو سي سي تيم ‏ WCC | دبليو سي سي تيم ‏ WCC | دبليو سي سي تيم ‏ WCC |
| -------------------- | -------------------- | -------------------- |
| م                    | عداء                 | مرتبة                |
| 131                  | Luciana Roland‏       | 91                   |
| 132                  | Alessia Vigilia ‏     | 85                   |
| 133                  | Antri Christoforou ‏  | 61                   |
| 134                  | Nicole Hanselmann ‏   | 89                   |
| 135                  | Tereza Neumanová ‏    | 33                   |
| 136                  | Nofar Maoz‏           | لم يكمل السباق-2     |

| بيزكايا دورانجو ‏ BDP | بيزكايا دورانجو ‏ BDP  | بيزكايا دورانجو ‏ BDP |
| -------------------- | --------------------- | -------------------- |
| م                    | عداء                  | مرتبة                |
| 141                  | ساندرا ألونسو         | 71                   |
| 142                  | Ariana Gilabert ‏      | 66                   |
| 143                  | لوسيا غونزاليس بلانكو | 62                   |
| 144                  | Lydia Iglesias‏        | 90                   |
| 146                  | إليزابيث هولدن        | 50                   |

| انيكات سايكلنج تيم ‏ EIC | انيكات سايكلنج تيم ‏ EIC | انيكات سايكلنج تيم ‏ EIC |
| ----------------------- | ----------------------- | ----------------------- |
| م                       | عداء                    | مرتبة                   |
| 151                     | Yuliia Biriukova ‏       | 42                      |
| 152                     | Lija Laizāne            | 69                      |
| 153                     | Ziortza Isasi ‏          | لم يبدأ-2               |
| 155                     | Anna Baidak‏             | 38                      |
| 156                     | Alessia Bulleri ‏        | لم يكمل السباق-1        |

| ماسي تكتيك تيم للسيدات ‏ MAT | ماسي تكتيك تيم للسيدات ‏ MAT | ماسي تكتيك تيم للسيدات ‏ MAT |
| --------------------------- | --------------------------- | --------------------------- |
| م                           | عداء                        | مرتبة                       |
| 171                         | Vita Heine ‏                 | 44                          |
| 172                         | Špela Kern ‏                 | 35                          |
| 173                         | Mireia Benito ‏              | لم يبدأ-4                   |
| 174                         | Olivia Baril ‏               | 57                          |
| 175                         | Maaike Coljé ‏               | 48                          |
| 176                         | Martina Moreno Monteys‏      | 63                          |

| ريو مييرا - كانتابريا ديبورتي ‏ RMC | ريو مييرا - كانتابريا ديبورتي ‏ RMC | ريو مييرا - كانتابريا ديبورتي ‏ RMC |
| ---------------------------------- | ---------------------------------- | ---------------------------------- |
| م                                  | عداء                               | مرتبة                              |
| 181                                | Elisabet Escursell Valero ‏         | 92                                 |
| 182                                | Nerea Nuno Iglesias‏                | 86                                 |
| 183                                | Fie Østerby ‏                       | 74                                 |
| 184                                | Isabel Martín ‏                     | 65                                 |
| 185                                | Susana Perez Conejero‏              | 83                                 |
| 186                                | Alba Leonardo‏                      | لم يكمل السباق-4                   |

| فريق كوجياس ميتلر لوك برو للدراجات ‏ CGS | فريق كوجياس ميتلر لوك برو للدراجات ‏ CGS | فريق كوجياس ميتلر لوك برو للدراجات ‏ CGS |
| --------------------------------------- | --------------------------------------- | --------------------------------------- |
| م                                       | عداء                                    | مرتبة                                   |
| 191                                     | Aigul Gareeva ‏                          | 64                                      |
| 192                                     | تمارا بالابولينا ‏                       | 39                                      |
| 194                                     | غولناز خاتونتسيفا                       | 67                                      |
| 195                                     | أولغا زابيلينسكايا                      | 17                                      |
| 196                                     | Petra Stiasny ‏                          | لم يكمل السباق-3                        |

## التصنيف العام النهائي
| التصنيف العام         | التصنيف العام         | التصنيف العام | التصنيف العام                      | التصنيف العام  |
| العداء                | العداء                | البلد         | الفريق                             | الوقت          |
| --------------------- | --------------------- | ------------- | ---------------------------------- | -------------- |
| 1                     | أنا فان دير بريغين    | هولندا        | SD Worx                            | 11 س 23 د 55 ث |
| 2                     | أنيميك فان فليوتن     | هولندا        | Movistar Women                     | + 3 ث          |
| 3                     | ديمي فوليرينغ         | هولندا        | SD Worx                            | + 23 ث         |
| 4                     | كلارا كوبينبرج        | ألمانيا       | Rally Cycling                      | + 59 ث         |
| 5                     | Katrine Aalerud ‏      | النرويج       | Movistar Women                     | + 1 د 02 ث     |
| 6                     | سيسيلي أوتوب لودفيغ   | الدنمارك      | FDJ-Nouvelle Aquitaine-Futuroscope | + 1 د 04 ث     |
| 7                     | غريس براون            | أستراليا      | Team BikeExchange                  | + 1 د 07 ث     |
| 8                     | آشلي مولمان           | جنوب أفريقيا  | SD Worx                            | + 1 د 09 ث     |
| 9                     | Pauliena Rooijakkers ‏ | هولندا        | Liv Racing                         | + 1 د 09 ث     |
| 10                    | Katarzyna Niewiadoma  | بولندا        | Canyon-SRAM Racing                 | + 1 د 25 ث     |
| مصدر: ProCyclingStats |                       |               |                                    |                |

### تصنيف النقاط
| تصنيف النقاط          | تصنيف النقاط         | تصنيف النقاط | تصنيف النقاط                       | تصنيف النقاط |
| العداء                | العداء               | البلد        | الفريق                             | النقاط       |
| --------------------- | -------------------- | ------------ | ---------------------------------- | ------------ |
| 1                     | أنا فان دير بريغين   | هولندا       | SD Worx                            | 41 نقطة      |
| 2                     | ديمي فوليرينغ        | هولندا       | SD Worx                            | 40 نقطة      |
| 3                     | غريس براون           | أستراليا     | Team BikeExchange                  | 37 نقطة      |
| 4                     | سيسيلي أوتوب لودفيغ  | الدنمارك     | FDJ-Nouvelle Aquitaine-Futuroscope | 34 نقطة      |
| 5                     | أنيميك فان فليوتن    | هولندا       | Movistar Women                     | 34 نقطة      |
| 6                     | Katarzyna Niewiadoma | بولندا       | Canyon-SRAM Racing                 | 30 نقطة      |
| 7                     | أرلينيس سيرا         | كوبا         | A.R. Monex Women's                 | 30 نقطة      |
| 8                     | Niamh Fisher-Black ‏  | نيوزيلندا    | SD Worx                            | 29 نقطة      |
| 9                     | إليسا ونغو بورغيني   | إيطاليا      | Trek-Segafredo                     | 27 نقطة      |
| 10                    | Anastasia Chursina   | روسيا        | Alé BTC Ljubljana                  | 25 نقطة      |
| مصدر: ProCyclingStats |                      |              |                                    |              |

### تصنيف الجبال
| تصنيف الجبال          | تصنيف الجبال          | تصنيف الجبال | تصنيف الجبال                       | تصنيف الجبال |
| العداء                | العداء                | البلد        | الفريق                             | النقاط       |
| --------------------- | --------------------- | ------------ | ---------------------------------- | ------------ |
| 1                     | أنا فان دير بريغين    | هولندا       | SD Worx                            | 32 نقطة      |
| 2                     | أنيميك فان فليوتن     | هولندا       | Movistar Women                     | 25 نقطة      |
| 3                     | ديمي فوليرينغ         | هولندا       | SD Worx                            | 20 نقطة      |
| 4                     | سيسيلي أوتوب لودفيغ   | الدنمارك     | FDJ-Nouvelle Aquitaine-Futuroscope | 18 نقطة      |
| 5                     | Pauliena Rooijakkers ‏ | هولندا       | Liv Racing                         | 18 نقطة      |
| 6                     | Niamh Fisher-Black ‏   | نيوزيلندا    | SD Worx                            | 15 نقطة      |
| 7                     | كلارا كوبينبرج        | ألمانيا      | Rally Cycling                      | 12 نقطة      |
| 8                     | Katrine Aalerud ‏      | النرويج      | Movistar Women                     | 11 نقطة      |
| 9                     | Elise Chabbey ‏        | سويسرا       | Canyon-SRAM Racing                 | 11 نقطة      |
| 10                    | غريس براون            | أستراليا     | Team BikeExchange                  | 10 نقطة      |
| مصدر: ProCyclingStats |                       |              |                                    |              |

## تصنيف الفرق

### الفرق حسب الوقت
| تصنيف الفرق حسب الوقت | تصنيف الفرق حسب الوقت              | تصنيف الفرق حسب الوقت | تصنيف الفرق حسب الوقت |
| الفريق                | الفريق                             | البلد                 | الوقت                 |
| --------------------- | ---------------------------------- | --------------------- | --------------------- |
| 1                     | SD Worx                            | هولندا                | 34 س 13 د 12 ث        |
| 2                     | Team BikeExchange                  | أستراليا              | + 3 د 21 ث            |
| 3                     | Liv Racing                         | هولندا                | + 3 د 35 ث            |
| 4                     | Canyon-SRAM Racing                 | ألمانيا               | + 4 د 19 ث            |
| 5                     | Movistar Women                     | إسبانيا               | + 5 د 51 ث            |
| 6                     | Alé BTC Ljubljana                  | إيطاليا               | + 5 د 52 ث            |
| 7                     | A.R. Monex Women's                 | إيطاليا               | + 7 د 12 ث            |
| 8                     | FDJ-Nouvelle Aquitaine-Futuroscope | فرنسا                 | + 11 د 01 ث           |
| 9                     | Rally Cycling                      | الولايات المتحدة      | + 15 د 55 ث           |
| 10                    | Ceratizit-WNT                      | ألمانيا               | + 15 د 58 ث           |
| مصدر: ProCyclingStats |                                    |                       |                       |

## تصانيف فرعية

### تصنيف أفضل شاب
| تصنيف أفضل شاب        | تصنيف أفضل شاب         | تصنيف أفضل شاب  | تصنيف أفضل شاب                     | تصنيف أفضل شاب |
| العداء                | العداء                 | البلد           | الفريق                             | الوقت          |
| --------------------- | ---------------------- | --------------- | ---------------------------------- | -------------- |
| 1                     | Niamh Fisher-Black ‏    | نيوزيلندا       | SD Worx                            | 11 س 25 د 36 ث |
| 2                     | Évita Muzic ‏           | فرنسا           | FDJ-Nouvelle Aquitaine-Futuroscope | + 4 ث          |
| 3                     | Mikayla Harvey ‏        | نيوزيلندا       | Canyon-SRAM Racing                 | + 27 ث         |
| 4                     | Anna Shackley ‏         | المملكة المتحدة | SD Worx                            | + 59 ث         |
| 5                     | أندريا راميريز         | المكسيك         | A.R. Monex Women's                 | + 2 د 16 ث     |
| 6                     | Barbara Malcotti ‏      | إيطاليا         | Valcar Travel & Service            | + 2 د 21 ث     |
| 7                     | Tereza Neumanová ‏      | التشيك          | World Cycling Centre               | + 2 د 24 ث     |
| 8                     | Anna Baidak ‏           | روسيا           | Eneicat-RBH                        | + 4 د 51 ث     |
| 9                     | Federica Piergiovanni ‏ | إيطاليا         | Valcar Travel & Service            | + 6 د 24 ث     |
| 10                    | Yuliia Biriukova ‏      | أوكرانيا        | Eneicat-RBH                        | + 6 د 53 ث     |
| مصدر: ProCyclingStats |                        |                 |                                    |                |

## وصلات خارجية
- الموقع الرسمي
- لمحة عن سباق فويلتا بورجوس للسيدات 2021 على موقع  ProCyclingStats   (برو  سايكلنج  ستاتس) - إحصاءات  محترفي  الدراجات.
- فويلتا بورجوس للسيدات 2021 على موقع إحصائيات الدراجات الإحترافية (الإنجليزية)